# Bronisław Zieliński
Bronisław Zieliński (ur. 22 sierpnia 1914 w Innichen, zm. 12 marca 1985 w Warszawie) – polski tłumacz literacki, autor przekładów dzieł z literatury amerykańskiej, kierownik referatu bałkańskiego Sekcji Politycznej Departamentu Spraw Zagranicznych Delegatury Rządu na Kraj.

## Życiorys

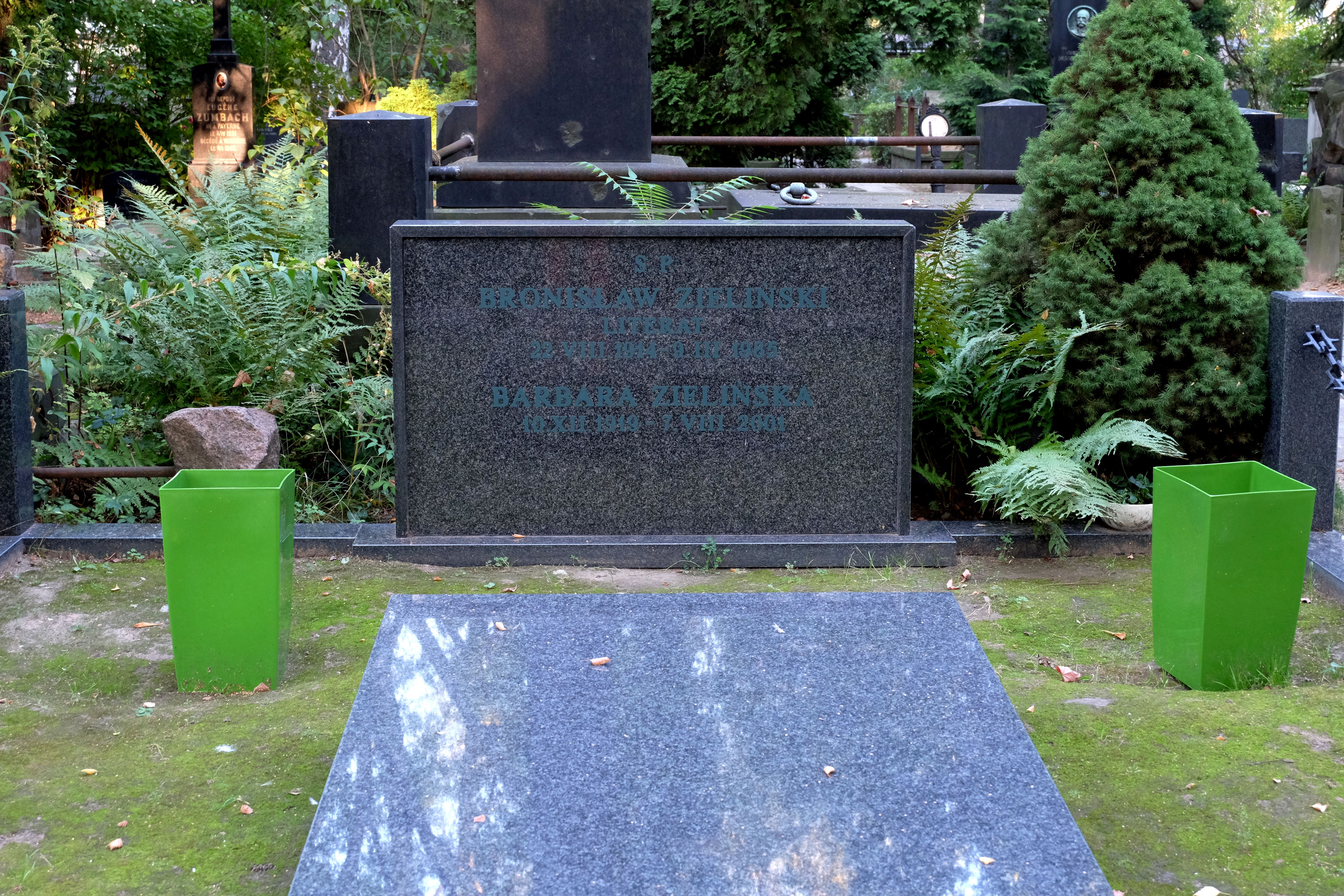
Grób Zielińskiego na cmentarzu ewangelicko-reformowanym w Warszawie (2016)

Urodził się w rodzinie Leona, lekarza, i Wieńczysławy z Kwiecińskich. Dzieciństwo spędził w majątku Żbików pod Warszawą. W 1933 roku złożył egzamin dojrzałości w Gimnazjum im. Stanisława Staszica w Warszawie. Absolwent Wydziału Prawa Uniwersytetu Warszawskiego, w 1938 otrzymał tytuł magistra. Skierowany do Szkoły Podchorążych Rezerwy Kawalerii w Grudziądzu. Służbę odbył w 1. Pułku Szwoleżerów Józefa Piłsudskiego.
We wrześniu 1939 podchorąży, dowódca plutonu kawalerii, uczestnik bitwy pod Dzwolą. 2 października 1939 dostał się do sowieckiej niewoli. Uciekł z transportu wywożącego polskich oficerów do obozów jenieckich. Po powrocie do Warszawy działał w Delegaturze Rządu na Kraj i w redakcji konspiracyjnego „Biuletynu Informacyjnego”. Brał udział w powstaniu warszawskim jako oficer Kierownictwa Dywersji Komendy Głównej Armii Krajowej.
Po wojnie zatrudnił się jako rzeczoznawca w Muzeum Narodowym w Warszawie. Następnie otrzymał posadę w Ministerstwie Spraw Zagranicznych. Pracował też w Misji UNRRA w Polsce i na stanowisku redaktora w Zachodniej Agencji Prasowej.
10 października 1947 został aresztowany przez UB pod zarzutem próby usunięcia przemocą Krajowej Rady Narodowej, Rządu Jedności Narodowej, a następnie Sejmu Ustawodawczego i Rządu Rzeczypospolitej Polskiej, zagarnięcia ich władzy i zmiany ustroju Państwa Polskiego. Był torturowany, został skazany na sześć lat pozbawienia wolności. Z więzienia wyszedł w październiku 1950.
W 1951 roku został zawodowym tłumaczem. W 1958, 1965 i 1969 przebywał jako stypendysta Fundacji Forda w Stanach Zjednoczonych. Poznał osobiście Ernesta Hemingwaya, Trumana Capote’a, Erskine Caldwella, Williama Styrona, Johna Steinbecka i Jerzego Kosińskiego. 
Przekłady z literatury amerykańskiej i angielskiej publikował m.in. w „Literaturze na Świecie” (1971–1973), „Polityce” (1973), „Życiu Literackim” (1971), „Kulturze” (1973). Od 1954 roku był członkiem Związku Literatów Polskich. Był też członkiem zarządu PEN Clubu (1966–1976), przewodniczącym jego Sekcji Tłumaczy (1948–1973) oraz członkiem Rady Międzynarodowej Federacji Tłumaczy (FIT).
W 1997 wydano jego Dziennik z pobytu u Ernesta Hemingwaya. W 2008 roku ukazała się książka biograficzna Na wzgórzach Idaho: opowieść o Bronisławie Zielińskim, tłumaczu i przyjacielu Ernesta Hemingwaya Bartosza Marca.
Był dwukrotnie żonaty: z Moniką Żeromską (od 1939 do rozwodu w 1941) i Barbarą z domu Jankowską (od 1947). Z tego drugiego związku miał dwoje dzieci: Annę i Tomasza. Jego hobby było łowiectwo. Interesował się dawnym strojem, kolekcjonował dawną broń i meble. Zajmowało go także malarstwo portretowe XVII i XVIII wieku.
Zmarł w Warszawie, pochowany na cmentarzu ewangelicko-reformowanym (kwatera K1-1-1).

## Przekłady
Wybrane dzieła, które przełożył Zieliński
- Charles Chaplin: Moja autobiografia
- Joseph Conrad: Murzyn z załogi „Narcyza”
- Ernest Hemingway: Stary człowiek i morze, Komu bije dzwon, Zielone wzgórza Afryki, Pożegnanie z bronią, Słońce też wschodzi, Za rzekę w cień drzew, 49 opowiadań (wraz z Mirą Michałowską i Janem Zakrzewskim), Ruchome święto, Niepokonany (razem z Janem Zakrzewskim), Śmierć po południu, Sygnowano: Ernest Hemingway
- John Steinbeck: Na wschód od Edenu, Była raz wojna, Podróże z Charleyem, Zima naszej goryczy
- Truman Capote: Z zimną krwią, Śniadanie u Tiffany’ego, Harfa traw, Inne głosy, inne ściany, Psy szczekają
- James Jones: Stąd do wieczności, Cienka czerwona linia
- Mario Puzo: Ojciec chrzestny
- Herman Melville: Moby Dick, czyli Biały Wieloryb, Taipi, Billy Budd
- Robert Penn Warren: Gubernator, Puszcza, Spotkajmy się w zielonej dolinie
- Jack Lindsay: Łuny nad Smithfield, Pastorałka, Zdradzona wiosna, Przypływ
- Erskine Caldwell: Poletko Pana Boga
- William Styron: Na pastwę płomieni, Wyznania Nata Turnera
- Ford Madox Ford: Piąta królowa

## Ordery i odznaczenia
- Krzyż Kawalerski Orderu Odrodzenia Polski (1974)
- Krzyż Armii Krajowej (1978)
- Srebrny Medal „Zasłużonym na Polu Chwały” (1974)
- Odznaka „Zasłużony Działacz Kultury” (1975)

Źródło:.

## Nagrody
- Nagroda Polskiego PEN Clubu za całokształt twórczości przekładowej (1960)[3]
- Nagroda wydawnictwa Roy Publishers w Nowym Jorku za najlepsze przekłady z literatury amerykańskiej i angielskiej w 1961–63 (1964)[3]
- Nagroda Państwowa II stopnia (1980)[8]
- Nagroda literacka ZAiKS-u dla tłumaczy (1980)[9]